# Harpia harpyja
La arpía mayor, águila arpía, águila harpía o simplemente harpía (Harpia harpyja) es una especie de ave accipitriforme de la familia Accipitridae que vive en la zona neotropical. Es el águila más grande del hemisferio occidental y del hemisferio austral, y la única especie del género Harpia. Su hábitat es el bosque lluvioso. No se reconocen subespecies.
Se le llama también águila coronada, aunque tal nombre se da también a otras especies, en particular a Stephanoaetus coronatus y a Harpyhaliaetus coronatus. Los géneros Harpia, Harpyopsis y Morphnus forman la subfamilia Harpiinae.

## Características
Las dimensiones promedio de la hembra de la arpía mayor son 100 cm de largo, 200 cm de envergadura (distancia entre los extremos de las alas) y un peso medio de 7.35 kg. El macho tiene dimensiones más pequeñas: hasta 196 cm de envergadura y un peso aproximado de 5.95 kg. Es una de las águilas más grandes del mundo, siendo superada en envergadura solamente por el águila monera (Pithecophaga jefferyi), el águila marcial (Polemaetus bellicosus, 206.5 cm), el águila real (Aquila chrysaetos, 207 cm), el águila audaz (Aquila audax, 210 cm), el pigargo gigante (Haliaeetus pelagicus, 212.5 cm) y el pigargo europeo (Haliaeetus albicilla, 218.5 cm), aunque generalmente el cuerpo de la arpía es más robusto y más largo que el de las anteriores.

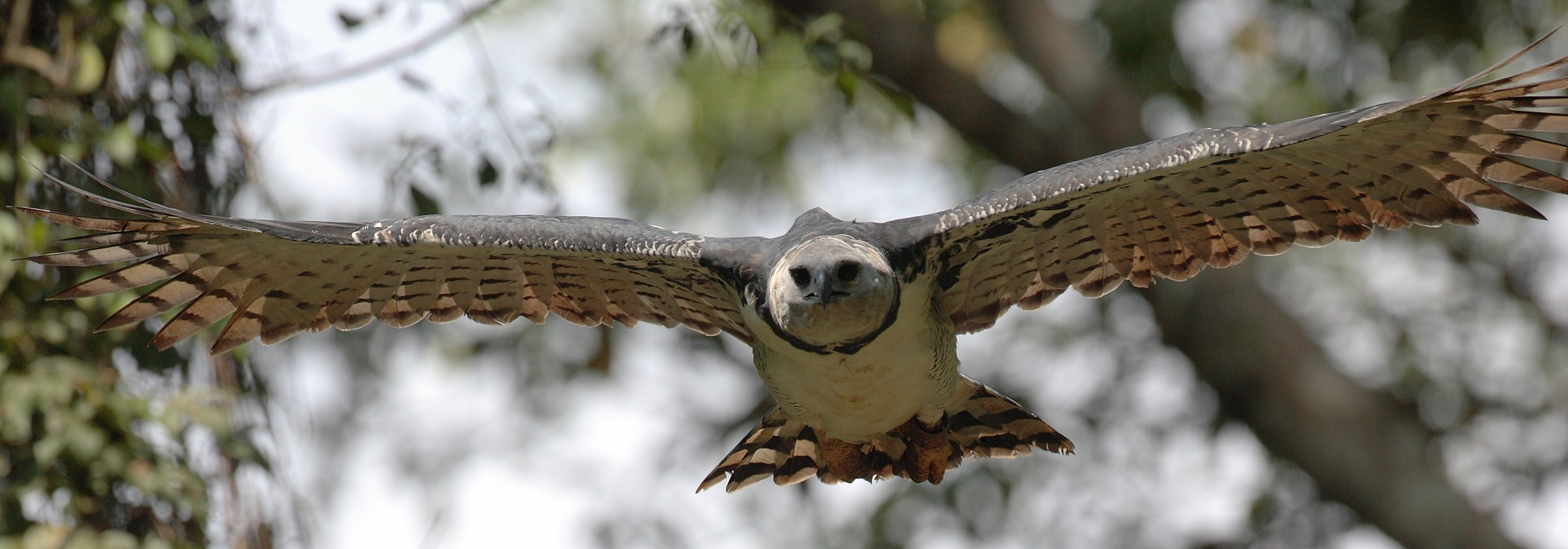
Águila arpía con sus alas extendidas.

Los adultos de ambos sexos tienen el mismo color de plumaje y consiste en tres tonalidades básicas: gris en la cabeza; gris muy oscuro, casi negro en algunos ejemplares, en la doble cresta en la cabeza, el cuello, parte superior del cuerpo y de las alas; y gris muy claro, casi blanco, en la parte inferior del cuerpo y de las alas. En las patas tiene unas líneas oscuras. En la cola tiene franjas del gris oscuro y del gris muy pálido. El pico es gris muy oscuro. La piel en las patas es amarilla clara. Las uñas son de color gris muy oscuro. Posee un pico fuerte y garras que pueden alcanzar los 15 cm de largo.

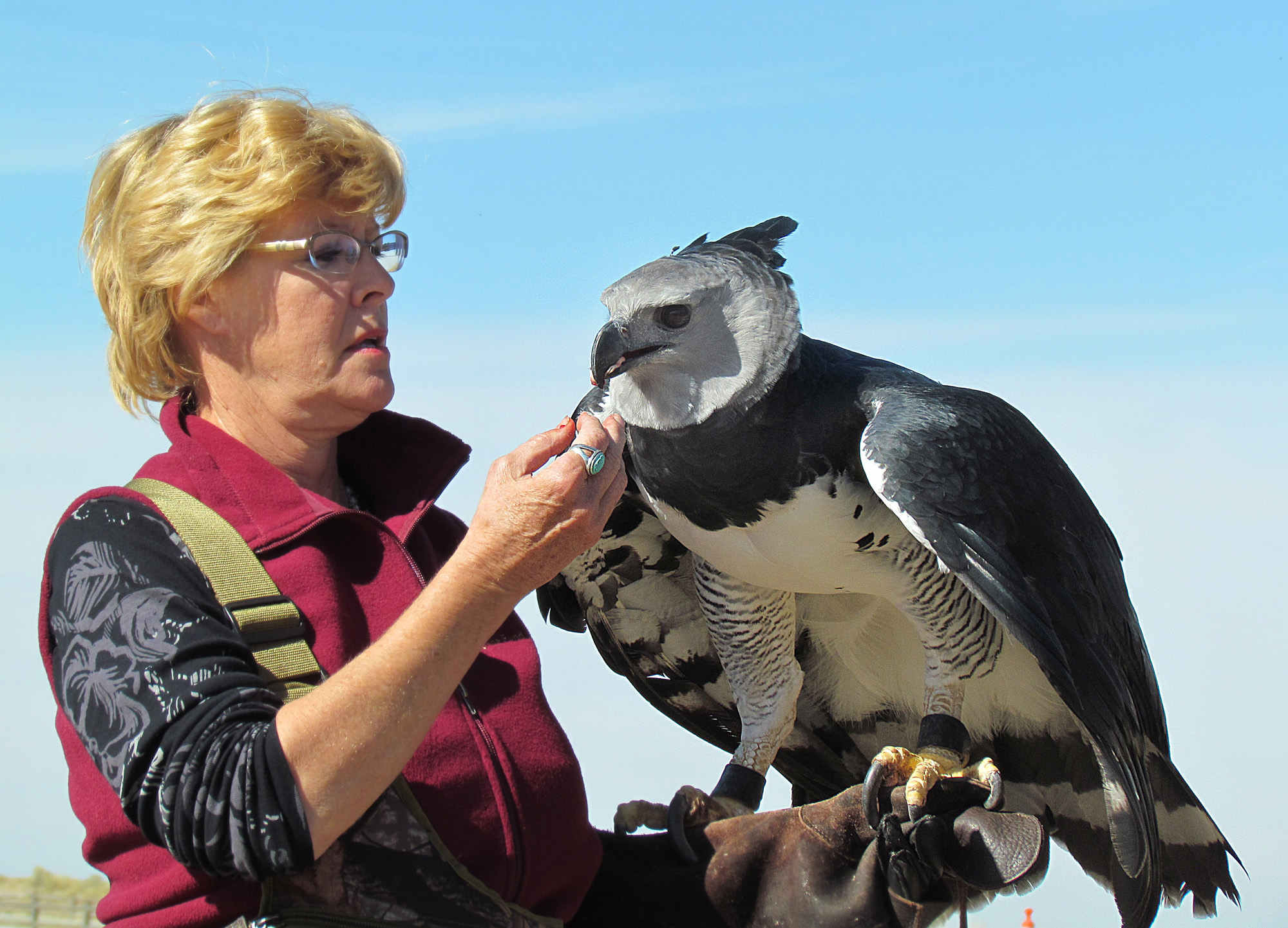
Ave en cautiverio.

En cautiverio pueden vivir más de 60 años. Sus ojos suelen tener el iris color marrón oscuro aunque algunos individuos lo pueden tener de color gris claro. Existen diferencias en el color del plumaje entre las aves jóvenes y adultas: las últimas presentan una banda ancha negra en el pecho y sus alas son de color gris oscuro, mientras que los juveniles son mucho más claros. Estas aves forman parejas de por vida. 

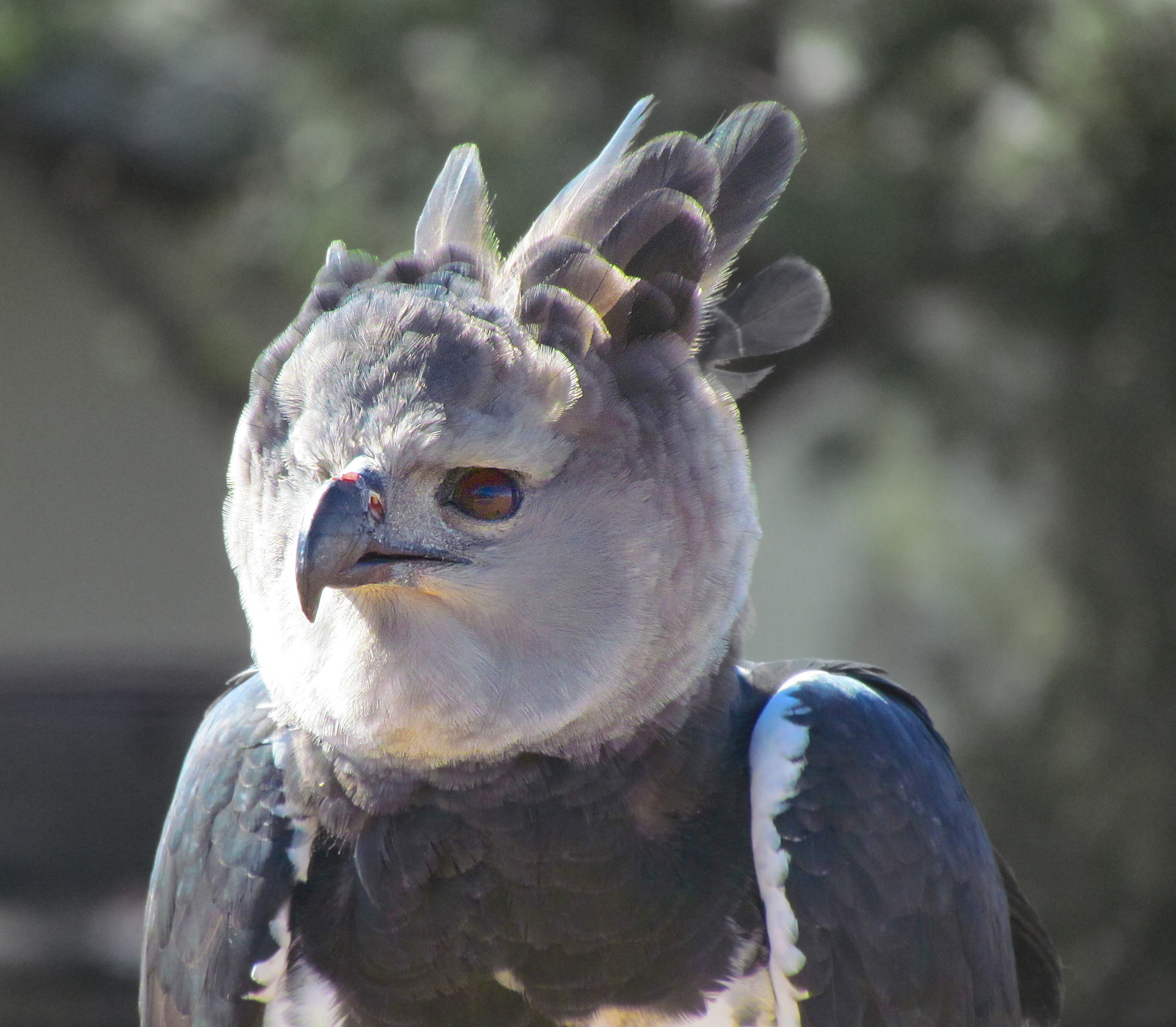
Ave adulta en cautiverio.

## Historia natural
La edad reproductiva del águila arpía comienza aproximadamente a los seis años. Construyen sus nidos con ramas y palos entrecruzados en las copas de árboles altos y según un estudio realizado en Darien, Panamá, los nidos se encuentran a una altura media de 25.3 m. Las hembras suelen poner uno o dos huevos, y tienen una puesta cada dos o tres años. Los huevos eclosionan aproximadamente a los 56 días. La cría es alimentada diariamente, pero el suministro de alimentos puede suspenderse por una semana, para luego ser reiniciado. Los juveniles mudan sus plumas todos los años y su plumaje se va oscureciendo hasta tener el plumaje de adulto a los cinco o seis años de edad.

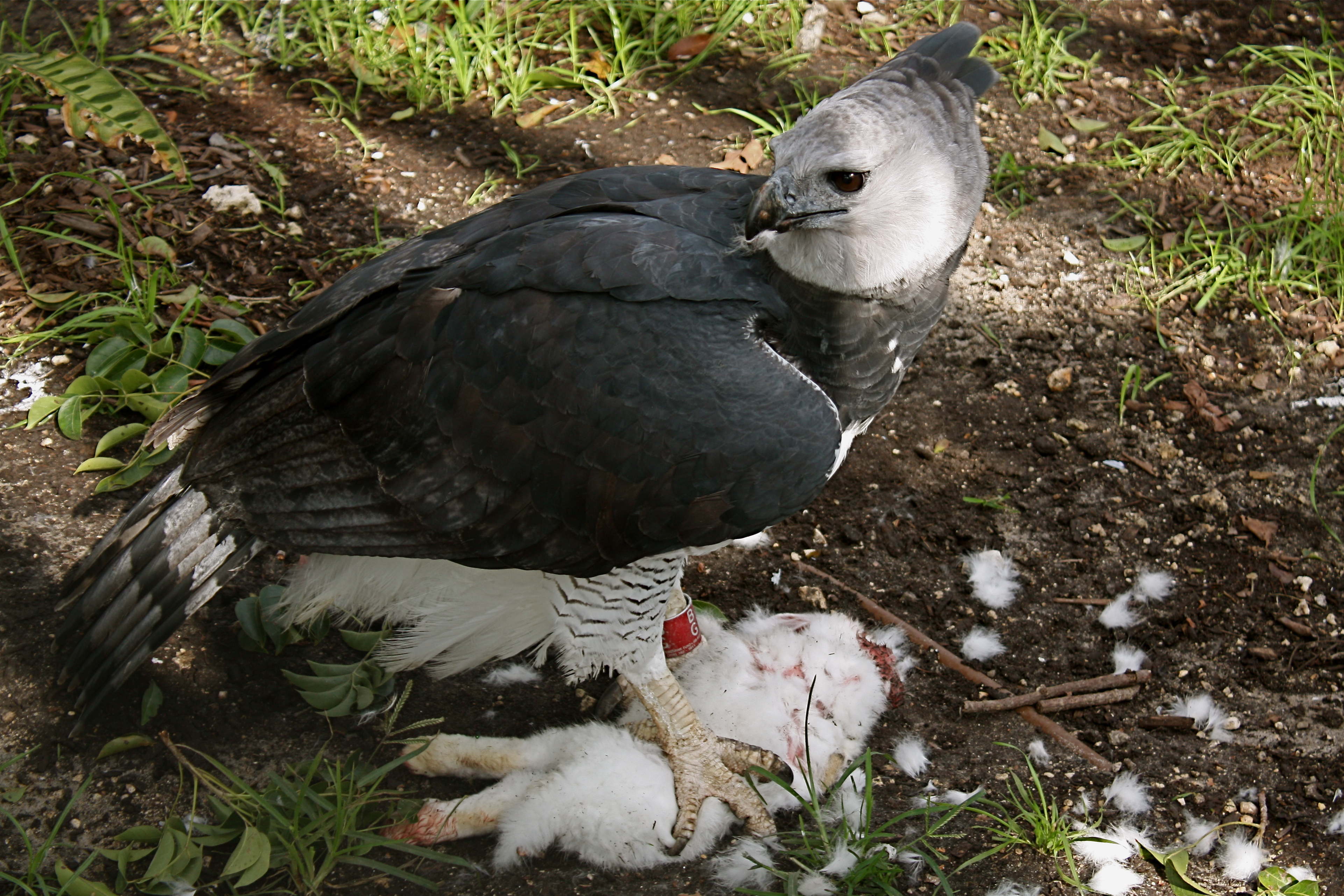
Alimentando un águila arpía en el Zoológico de Miami, Estados Unidos.

Es una especie superpredadora. Sus presas favoritas son los mamíferos arborícolas como varias especies de monos, perezosos o coatíes. También se alimenta de aves y reptiles, como loros, buitres negros (Coragyps atratus), o iguanas verdes. Pese a su porte tiene la habilidad de penetrar las frondas y espesos follajes para cazar a sus presas, siendo uno de los animales proporcionalmente más fuertes del mundo. Prefieren las densas selvas vírgenes, por lo que la pérdida de su hábitat la pone en peligro de extinción. Su morfología está altamente adaptada al hábitat en el que caza. en efecto, sus alas, proporcionalmente respecto a su tronco, no son tan largas (lo que le permite volar ágilmente dentro de las copas densas de los árboles) aunque sí anchas; la cresta y corona de plumas, además de señal fanérica, tiene la función de redirigir los sonidos hacia sus oídos, que sumados a unos ojos de aguda vista preparados para la penumbra le permiten percibir rápidamente los menores movimientos de sus presas entre las espesas frondas. Ocupa el dosel superior de los bosques, y acostumbra estar cerca de los «barreros» (sitios con sal aflorante), donde se encuentran varias especies de animales, sobre todo mamíferos, que constituyen parte de su dieta. También se alimenta de crías de venado, pecaríes, armadillos, y otros.
La hembra suele quedarse en el nido, cuidándolo de peligros nocturnos y diurnos, como búhos. Si el macho vuelve al nido sin comida, no es bien recibido por la hembra, que le exige traer comida al siguiente retorno.

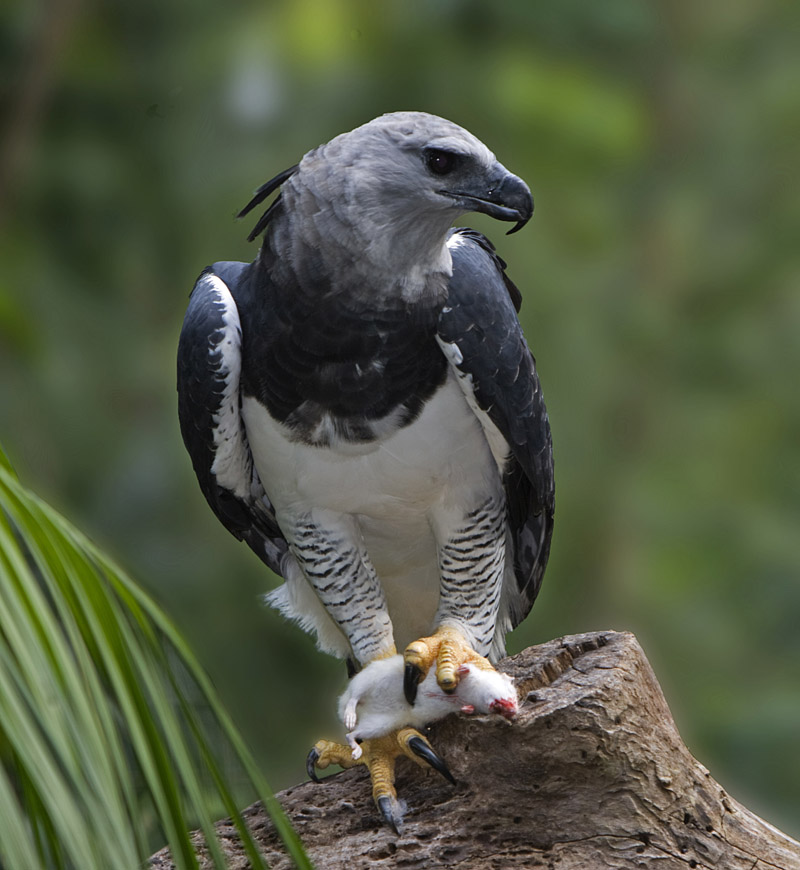
Arpía mayor macho en Brasil.

## Distribución geográfica
Su distribución histórica iba desde el sur de México, pasando por toda Centroamérica y llegando al sur de Brasil y norte de Argentina. En la actualidad su distribución se ha visto notablemente reducida, especialmente en Sudamérica. Panamá es el único país donde todavía existe una población saludable. En Sudamérica se puede encontrar en  Colombia, en Panamá, Ecuador, Guyana, Venezuela, Región Amazónica de Perú, Bolivia, Surinam y Guayana Francesa hasta el sureste de Brasil y Paraguay y el norte de Argentina. Hay también reportes de avistamientos en Formosa, Salta y en Jujuy.
Vive tanto en la vertiente atlántica como en la pacífica.

## Estado de conservación

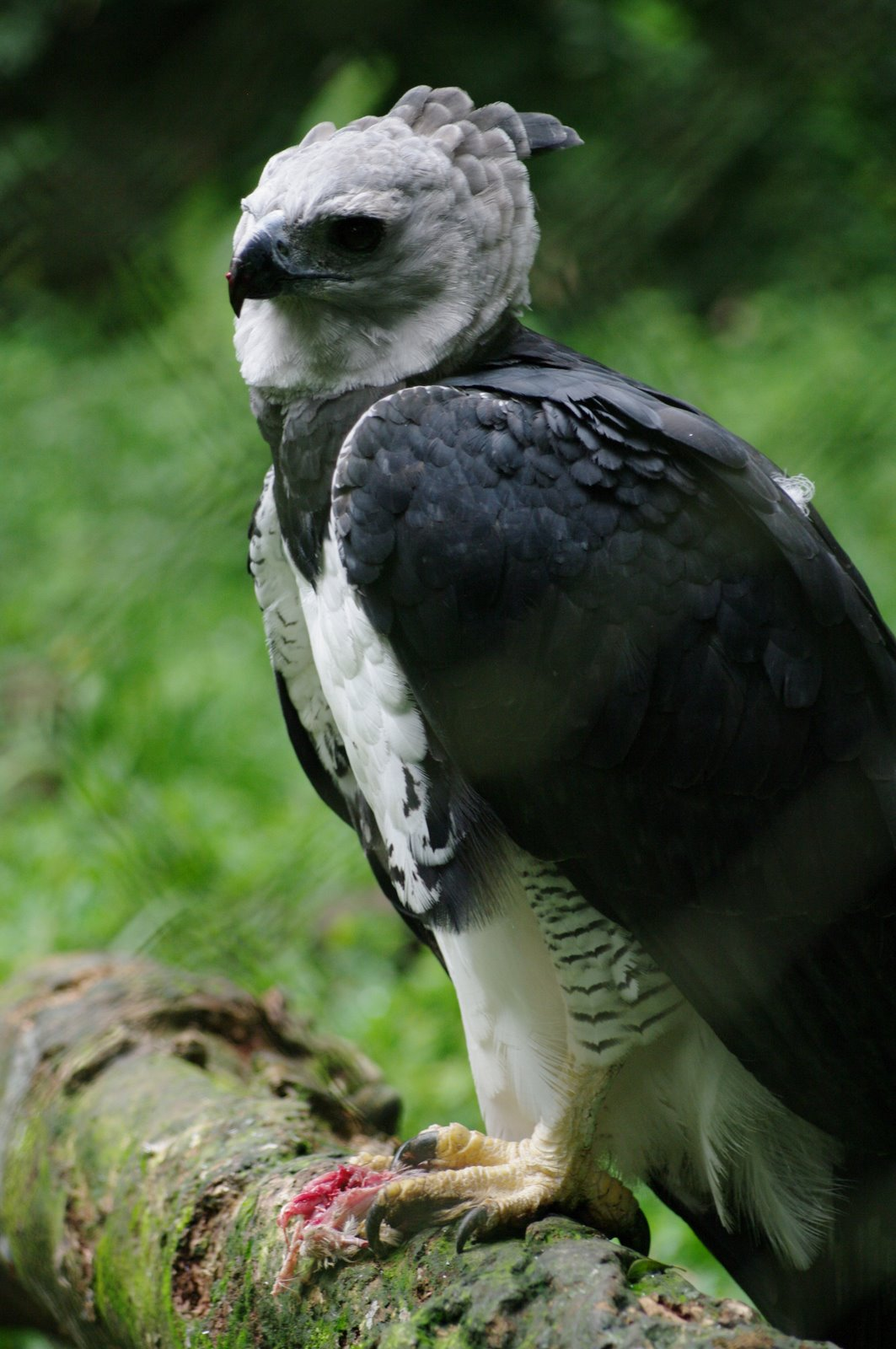
Adulto en el Zoológico de São Paulo.

La Unión Internacional para la Conservación de la Naturaleza (UICN) la enlista en su libro rojo como una especie casi amenazada.
En Panamá, por su condición de ave nacional, está protegida por ley. Existen instituciones como MiAmbiente, The Peregrine Fund/Fondo Peregrino, Fundación Rapaces y Bosques, ANCON, Patronato Amigos del Águila Arpía, entre otras que trabajan en su protección y estudio. The Peregrine Fund/Fondo Peregrino llevó a cabo un proyecto de cría en cautividad y de liberación en diferentes áreas de Panamá y Belice. Paralelamente, The Peregrine Fund/Fondo Peregrino, desde el año 1987, ha estado llevando a cabo un proyecto de investigación y conservación del águila arpía principalmente en Panamá, siendo este el proyecto de investigación de águilas arpías más duradero del mundo. En Ecuador está el «Programa de Conservación del Águila Harpía en Ecuador» que trabaja especialmente para ella y para las comunidades que comparten sus territorios con esta águila. En 1992 fue lanzado el Proyecto de Conservación del Águila Arpía en Venezuela, esta iniciativa tiene como principal objetivo la preservación de la población (en su ambiente natural) de estas águilas en Venezuela, así como también lograr la creación y protección de corredores ecológicos, que permitan el intercambio genético entre las diversas poblaciones del país. Este proyecto conservacionista concentra sus actividades en la Reserva forestal de Imataca, estado Bolívar.

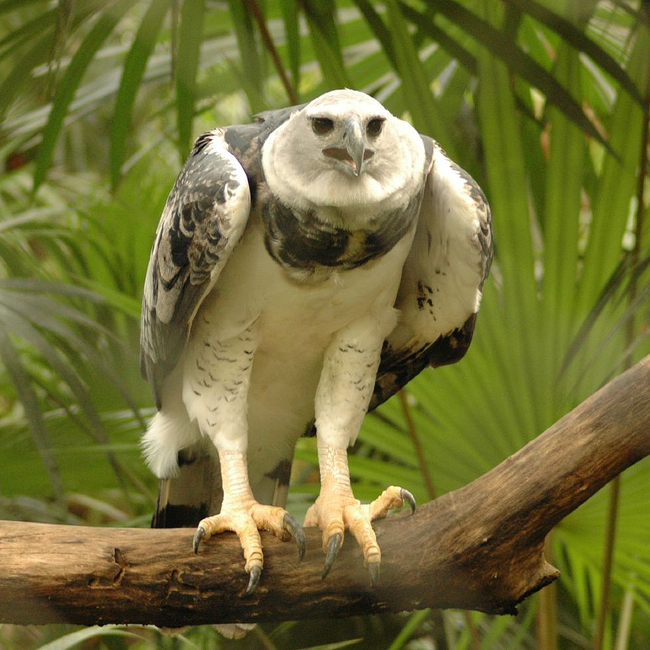
Ejemplar en desarrollo nombrado «Panamá», en el Zoológico de Belice.

El Harpia harpyja fue declarado monumento natural de la provincia de Misiones en Argentina mediante la ley n.º 3320 sancionada el 22 de agosto de 1996.

## Importancia ecológica
Es considerada un «detective ecológico» ya que es un indicador de la salud de la flora y fauna del lugar donde permanece, debido a que se encuentra en la cima de la cadena alimenticia. La presencia de esta ave en un lugar indica que todas las especies presentes en el ecosistema están en total equilibrio.

## Datos de interés
- Toma su nombre de las harpías, monstruos mitad mujer mitad ave de la mitología griega.
- Existen datos sobre un águila crestada (Morphnus guianensis) alimentando a un juvenil de águila arpía en Panamá.[21]

- Además de ser el ave nacional de Panamá, también aparece en su escudo de armas.

- Algunas de las águilas arpías más famosas de Panamá, protegidas a través del tiempo por el Parque Summit son: Sony, Metro, Ancón, Panamá y Cheyene.

- Es el ave de la Federación Panameña de Fútbol (FEPAFUT), y de la Fuerza Aérea Colombiana. En ella está inspirado el helicóptero Arpía IV.[22]

- La alcaldía de la Ciudad de Panamá realiza todos los años el Festi Harpía, un festival donde se hace homenaje a su ave nacional y se busca educar, orientar, e incentivar a las nuevas generaciones a protegerla.

- Es el ave del logo oficial de la Federación Panameña de Fútbol (FEPAFUT) y por tanto de todas las selecciones de fútbol de Panamá en sus disputas internacionales en sus diferentes categorías.

- El águila arpía apareció en el anverso de los billetes venezolanos (de forma vertical) de BsF. 10,00 y BsF. 2000,00 para sensibilizar a la población y fomentar su conservación, estando ambos actualmente fuera de circulación.[23]
- Es el símbolo institucional de la Fuerza Aérea Colombiana.

- En la Amazonia peruana pueden cazar loros y guacamayos y se han visto casos de capturas de perezosos de hasta 6 kilogramos.
- Sus poderosas garras, en las hembras, pueden llegar a crecer hasta igualar el tamaño de las garras de un oso pardo.[4][24]

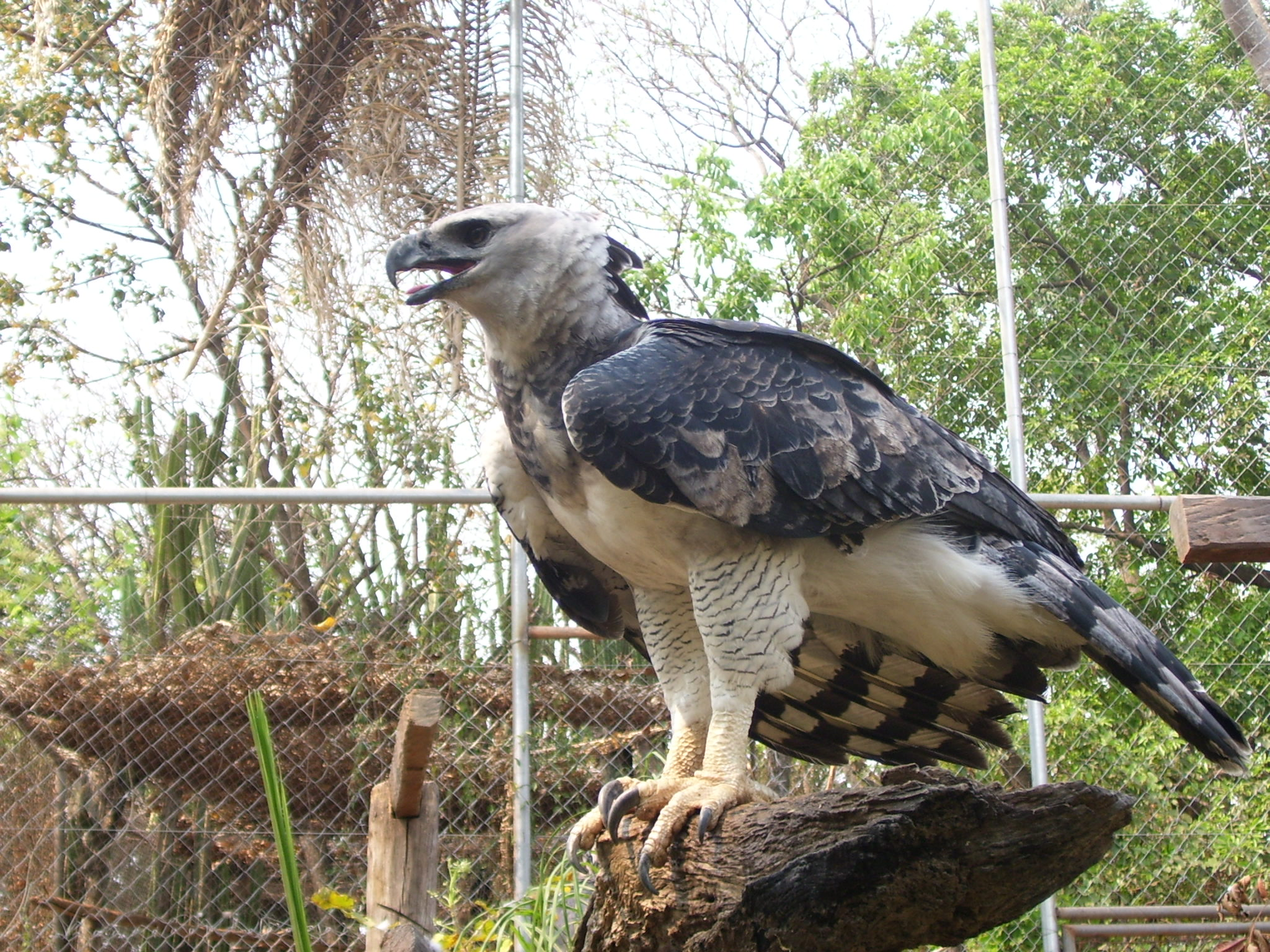
Poderosas garras de un ejemplar en el Zoológico de la Universidad Federal de Mato Groso.